# Sorrowful Jones
Sorrowful Jones (Brasil: A Menina dos Meus Olhos / Portugal: A Menina Mágica) é um filme estadunidense de 1949, do gênero comédia, dirigido por Sidney Lanfield e estrelado por Bob Hope e Lucille Ball. Ao dar a Hope a chance de interpretar um personagem real, ao invés de variações de sua persona (geralmente, um covarde engraçado), o filme proporcionou ao ator seu primeiro papel mais sério. O roteiro baseia-se em história de Damon Runyon filmada anteriormente em 1934 como Little Miss Marker.
Mary Jane Saunders faz o papel que naquela versão coube a Shirley Temple.
Para Ken Wlaschin, Sorrowful Jones é um dos dez melhores trabalhos das carreiras tanto de Bob Hope quanto de Lucille Ball.
O texto de Runyon foi refilmado em 1962, como 40 Pounds of Trouble, com Tony Curtis, e novamente em 1980, com Walter Matthau, também sob o título de Little Miss Marker.

## Sinopse
Anotador de apostas em corridas de cavalos, Sorrowful Jones tem de tomar conta da menina Martha Jane depois que seu pai, um cliente, é morto por mafiosos. Sorrowful é meio prepotente e cínico, então sua namorada Gladys alia-se à Martha com o fim de aparar suas arestas.

## Elenco
| Ator/Atriz         | Personagem        |
| ------------------ | ----------------- |
| Bob Hope           | Sorrowful Jones   |
| Lucille Ball       | Gladys O'Neill    |
| William Demarest   | Regret            |
| Bruce Cabot        | Big Steve         |
| Thomas Gomez       | Reardon           |
| Tom Pedi           | Once Over Sam     |
| Paul Lees          | Orville Smith     |
| Mary Jane Saunders | Martha Jane Smith |
| Houseley Stevenson | Doc Chesley       |